# Темиргоевское сельское поселение
Темиргоевское сельское поселение — муниципальное образование в составе Курганинского района Краснодарского края России.
В рамках административно-территориального устройства Краснодарского края ему соответствует Темиргоевский сельский округ.
Административный центр и единственный населённый пункт — станица Темиргоевская.

## География
Территория расположена в юго-восточной части Краснодарского края. Граничит с Тбилисским, Гулькевичским районом и республикой Адыгея. По территории сельского поселения (сельского округа) проходит автомобильная трасса краевого значения Усть-Лабинск—Лабинск—Упорная.

## Население
| 2010  | 2012  | 2013  | 2014  | 2015  | 2016  | 2017  |
| ----- | ----- | ----- | ----- | ----- | ----- | ----- |
| 7529  | ↗7629 | ↗7645 | ↗7759 | ↗7792 | ↘7671 | ↘7583 |
| 2018  | 2019  | 2020  | 2021  | 2023  |       |       |
| ↘7462 | ↘7326 | ↘7264 | ↗8084 | ↘7918 |       |       |